# 国鉄サハ17形電車
サハ17形は、かつて日本国有鉄道（国鉄）に在籍した旧形電車である。1953年（昭和28年）6月1日に実施された車両形式称号規程改正（改番）により3扉ロングシートの17m級付随車に与えられた形式である。旧サハ37形、サハ39形、サハ75形がサハ17形に改称された。その内訳は次のとおりである。
1. 17000 - 17023 : サハ36形を改称したもの。モニター屋根。詳細は国鉄30系電車#サハ36形を参照。
2. 17024 - 17027 : サハ36形（サロ35形改造）を改称したもの。モニター屋根。詳細は国鉄30系電車#サロ35形の格下げを参照。
3. 17100 - 17123 : 上記の17000 - 17023を更新修繕により丸屋根に改造したもの。詳細は国鉄30系電車#サハ17形を参照。
4. 17124 - 17127 : 上記の17024 - 17027を更新修繕により丸屋根に改造したもの。詳細は国鉄30系電車#サハ17形を参照。
5. 17200 - 17217 : サハ39形を改称したもの。詳細は国鉄31系電車#サハ39形を参照。
6. 17218 - 17222 : サハ39形（サロ37形改造）を改称したもの。詳細は国鉄31系電車#サロ37形の格下げを参照。
7. 17300 - 17314 : サハ75形（初代）を改称したもの。詳細は国鉄50系電車#サハ75形を参照。
8. 17320 - 17325 : クハ65形の付随車代用車を改称したもの。詳細は国鉄50系電車#制御車、付随車代用を参照。